# Faraday-Medaille (IET)

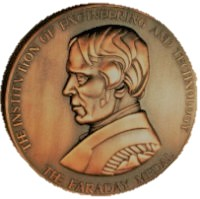
Faraday-Medaille

Die Faraday Medal der britischen Institution of Engineering and Technology (IET) ist ein jährlich vergebener Preis für herausragende wissenschaftliche oder industrielle Leistungen auf technischem Gebiet oder für die Förderung von Wissenschaft und Technik. Der Preis wird ohne Rücksicht auf Mitgliedschaft in der IET oder Nationalität vergeben. Er wurde 1922 in Andenken an das 50-jährige Jubiläum der ersten Versammlung der Society of Telegraph Engineers  gestiftet (Vorläufer der Institution of Electrical Engineers, IEE, die den Preis vor der IET vergeben hat). Der Preis ist nach Michael Faraday benannt.
Es gibt auch eine Faraday-Medaille des Institute of Physics (IOP).

## Preisträger
- 1922: Oliver Heaviside
- 1923: Charles Algernon Parsons
- 1924: Sebastian Ziani de Ferranti
- 1925: Joseph John Thomson
- 1926: Rookes Evelyn Bell Crompton
- 1927: Elihu Thomson
- 1928: John Ambrose Fleming
- 1929: Guido Semenza
- 1930: Ernest Rutherford
- 1931: Charles Hesterman Merz
- 1932: Oliver Lodge
- 1933: nicht vergeben
- 1934: Frank Edward Smith
- 1935: Frank B. Jewett
- 1936: William Henry Bragg
- 1937: André-Eugène Blondel
- 1938: John Snell
- 1939: William David Coolidge
- 1940: Alexander Russell
- 1941: Arthur Percy Morris Fleming
- 1942: Pjotr Leonidowitsch Kapiza
- 1943: Archibald Page
- 1944: Irving Langmuir
- 1945: Clifford Copland Paterson
- 1946: Edward Victor Appleton
- 1947: Leonard Pearce
- 1948: Mark Oliphant
- 1949: Charles Samuel Franklin
- 1950: James Chadwick
- 1951: Thomas Eckersley
- 1952: Ernest Lawrence
- 1953: Arthur Stanley Angwin
- 1954: Isaac Shoenberg
- 1955: John Cockcroft
- 1956: G. W. O. Howe
- 1957: Waldemar Borgquist
- 1958: Gordon Radley
- 1959: Luigi Emanueli
- 1960: George Paget Thomson
- 1961: Julius Adams Stratton
- 1962: Basil Schonland
- 1963: Pierre Ailleret
- 1964: Joseph Ronald Mortlock
- 1965: Vladimir Zworykin
- 1966: John Ashworth Ratcliffe
- 1967: Harold E. M. Barlow
- 1968: Leslie Herbert Bedford
- 1969: Phillip Sporn
- 1970: Charles William Oatley
- 1971: Martin Ryle
- 1972: Frederic Calland Williams
- 1973: Nevill Mott
- 1974: George Millington
- 1975: John Millar Meek
- 1976: Thomas O. Paine
- 1977: John Bertram Adams
- 1978: E. Friedlander
- 1979: Robert Noyce
- 1980: Eric Ash
- 1981: Maurice Wilkes
- 1982: Brian D. Josephson
- 1983: William Alexander Gambling
- 1984: Alexander Lamb Cullen
- 1985: C. A. R. Hoare
- 1986: E. D. R. Shearman
- 1987: D. E. N. Davies
- 1988: Cyril Hilsum
- 1989: Charles K. Kao
- 1990: Peter Lawrenson
- 1991: Alan Rudge
- 1992: L. Solymar
- 1993: Alistair MacFarlane
- 1994: John Parnaby
- 1995: John David Rhodes
- 1996: S. C. Miller
- 1997: John Midwinter
- 1998: Roger Needham
- 1999: P. A. McKeown
- 2000: Michael Brady
- 2001: Chris Harris
- 2002: Robin Saxby
- 2003: Richard Henry Friend
- 2004: Peter Grant
- 2005: Azim Premji
- 2006: John Vincent McCanny
- 2007: Steve Furber
- 2008: Josef Kittler
- 2009: Martin Sweeting
- 2010: Donal Bradley
- 2011: Donald E. Knuth
- 2012: Leonardo Chiariglione
- 2013: Michael Pepper
- 2014: Christofer Toumazou
- 2015: Kees Schouhamer Immink
- 2016: Andy Harter
- 2017: Bjarne Stroustrup
- 2018: nicht vergeben
- 2019: Peter L. Knight
- 2020: Bashir M. Al-Hashimi
- 2021: John E. E. Fleming
- 2022: Chad Mirkin
- 2023: Arogyaswami Joseph Paulraj